# Episodi di Wings (serie televisiva 1990) (seconda stagione)
La seconda stagione della serie televisiva Wings è stata trasmessa in anteprima negli Stati Uniti d'America dalla NBC tra il 28 settembre 1990 e il 28 marzo 1991.
| nº | Titolo originale                                 | Titolo italiano | Prima TV USA      | Prima TV Italia |
| -- | ------------------------------------------------ | --------------- | ----------------- | --------------- |
| 1  | The Puppet Master                                |                 | 28 settembre 1990 |                 |
| 2  | The Story of Joe                                 |                 | 5 ottobre 1990    |                 |
| 3  | A Little Nightmare Music                         |                 | 12 ottobre 1990   |                 |
| 4  | Sports and Leisure                               |                 | 19 ottobre 1990   |                 |
| 5  | A Standup Kind of Guy                            |                 | 26 ottobre 1990   |                 |
| 6  | It's Not the Thought, It's the Gift That Counts  |                 | 9 novembre 1990   |                 |
| 7  | Hell Hath No Fury Like a Police Woman Scorned    |                 | 16 novembre 1990  |                 |
| 8  | High Anxiety                                     |                 | 23 novembre 1990  |                 |
| 9  | Friends or Lovers?                               |                 | 7 dicembre 1990   |                 |
| 10 | There's Always Room for Cello                    |                 | 14 dicembre 1990  |                 |
| 11 | A Terminal Christmas                             |                 | 21 dicembre 1990  |                 |
| 12 | Airport '90                                      |                 | 3 gennaio 1991    |                 |
| 13 | Love Is Like Pulling Teeth                       |                 | 10 gennaio 1991   |                 |
| 14 | The Tennis Bum                                   |                 | 24 gennaio 1991   |                 |
| 15 | My Brother's Back - And There's Gonna Be Trouble |                 | 31 gennaio 1991   |                 |
| 16 | Plane Nine from Nantucket                        |                 | 7 febbraio 1991   |                 |
| 17 | Looking for Love in All the Wrong Places         |                 | 14 febbraio 1991  |                 |
| 18 | Love Means Never Having to Say Geronimo          |                 | 21 febbraio 1991  |                 |
| 19 | All in the Family                                |                 | 7 marzo 1991      |                 |
| 20 | Mother Wore Stripes                              |                 | 14 marzo 1991     |                 |
| 21 | Murder, She Roast                                |                 | 21 marzo 1991     |                 |
| 22 | Duet for Cello and Plane                         |                 | 28 marzo 1991     |                 |